# Edwin Otte
Edwin Otte (11 maart 1962) is een Nederlands voormalig voetballer die speelde als aanvaller.

## Loopbaan
Otte begon te voetballen bij RCH en speelde vervolgens bij Telstar. Otte speelde maar één seizoen bij Telstar, Hij had 32 wedstrijden gespeeld waarin hij 6 doelpunten maakte maar na een jaar werd zijn contract niet verlengd. Na dat seizoen vertrok Otte naar K.v.v. Quick Boys.
Otte vertrok na vier seizoenen naar SV DIO omdat hij zijn werk niet kon combineren met voetbal op zaterdag. 
Hij speelde daarna nog voor VV SJC. Hij beëindigde zijn voetbalcarrière vanwege aanhoudende knieblessure.